# Paidra
Paidra is een klein dorp in de gemeente Võru vald in de provincie Võrumaa in het zuidoosten van Estland. Het dorp ligt ongeveer 13 km ten noordoosten van Võru aan de weg van Võru naar Räpina. De Võhandu stroomt door Paidra. Aan de oostzijde van het dorp ligt een meer, het Paidra järv (11,2 ha). Het dorp heeft 51 inwoners (2021).
Tot in oktober 2017 hoorde Paidra bij de gemeente Lasva. In die maand werd Lasva bij de gemeente Võru vald gevoegd.

## Geboren in Paidra
August Sabbe, beschouwd als de laatste overlevende Estische Woudbroeder, werd geboren in Paidra.

## Foto's

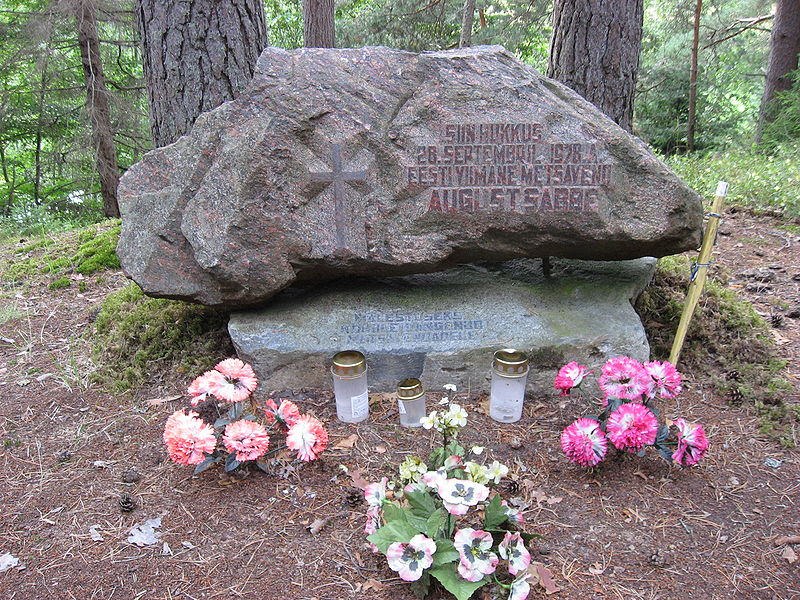
Monument voor August Sabbe
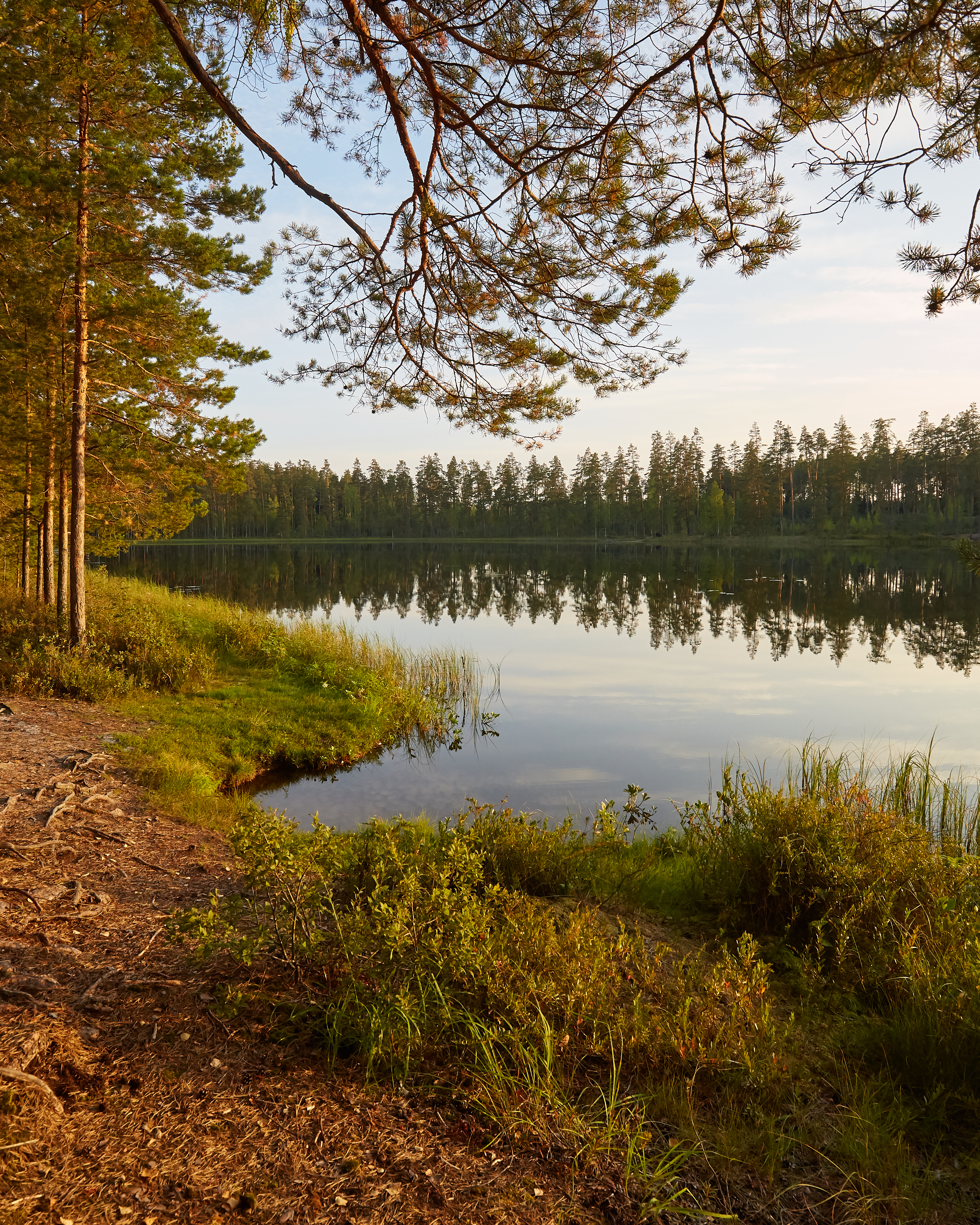
Het Paidra järv